# Joseph Decaisne
Joseph Decaisne (Bruxelas, 7 de março de 1807 — Paris, 8 de fevereiro de 1882) foi um botânico e agrônomo francês.
Ele se tornou um ajudante naturalista de Adrien-Henri de Jussieu (1797-1853), que serviu como presidente de botânica rural. Foi nessa época que ele começou a estudar as plantas trazidas por vários viajantes como as de Victor Jacquemont (1801-1832) da Ásia.
Dacaisne usou a pesquisa aplicada, principalmente na agronomia da garança, do inhame e do rami. Ele também estava interessado em algas.

## Biografia
Embora tenha nascido em Bruxelas, Bélgica, exerceu a sua atividade exclusivamente em Paris. Ingressou em 1824 como jardineiro no Muséum national d'histoire naturelle (museu francês de história natural) e tornou-se, em 1832, chefe da seção carré des semis. Ele também trabalhou no Jardin des Plantes e colaborou com Asa Gray.
Em 1847, ele presidiu o Departamento de Agricultura Estatística do College de France.
Em 1850, Decaisne seguiu Charles-François Brisseau de Mirbel (1776-1854) como a cadeira de horticultura no Museu. Em 1854 ele participou da criação da Société botanique de France.
O gênero Decaisnea Hook.f. & Thomson (Lardizabalaceae), Decaisnea Brongn. syn. de Prescottia Lindl., Decaisnina Tiegh. (Loranthaceae) e Decaisnea Lindl. syn. de Tropidia Lindl. (Orchidaceae), foram nomeadas em sua homenagem.
Ele morreu em Paris em 8 de janeiro de 1882.

## Publicações
- Le jardin fruitier du Museum (The fructiferous garden of the Museum)  em 7 volumes
- Traité général de botanique descriptive et analytique, Paris, Firmin-Didot, 1876 (em colaboração com Emmanuel Le Maout)
- Mexicanas plantas (Plants of Mexico, 1872-1886 ( em colaboração com outros ).